# 康拉多·叶
康拉多·杜姆劳·叶（1921年1月22日—1951年4月23日）是一名菲律宾陆军军官，曾获得菲律宾最高军事勇气奖——英勇勋章。。叶是菲律宾驻朝鲜远征军第10营战斗队（PEFTOK）的1367名菲律宾军人（1303名士兵，64名军官）之一，该战斗队是菲律宾陆军第10营作战队的联合国军特遣队之一，曾参加过朝鲜战争（1950年–1953年）。
1951年4月23日凌晨，他在对中国人民志愿军的成功反击中阵亡，当时中国军队占领了他在目前属于韩国领土上的山顶阵地。
他是1943年菲律宾军官学校的毕业生。他是朝鲜战争中获得勋章最多的菲律宾军人。